# Stazione di Palagonia
La stazione di Palagonia era una stazione della ferrovia Catania-Caltagirone-Gela posta a 18 km dal centro abitato ma sita nel territorio comunale di Lentini. Dal 2013 è stata declassata a Posto di blocco intermedio.

## Storia
La stazione costruita dalla Società per le Strade Ferrate della Sicilia nel primo tratto della linea per Caltagirone, da Valsavoja a Scordia, venne aperta il 20 novembre del 1889 ed ebbe come nome originario Stazione di Leone (l'intera linea fu inaugurata il 31 ottobre 1892). La stazione era costituita da un semplice raddoppio di binario, per permettere incroci e precedenze, e da un binario tronco affiancato ad ovest per carri merci e ricovero con magazzino merci e piano caricatore. Essendo la linea divenuta, dalla fine degli anni trenta, a Dirigenza unica, fu presenziata da Assuntore fino all'attivazione della dirigenza centrale operativa; dopo l'attivazione divenne impresenziata ed esercita a DCO in telecomando.
La stazione venne costruita sul lato ovest del Lago di Lentini, in un'area pianeggiante coltivata ad aranceti. La sua importanza fu sempre legata alle esigenze di movimento con un piccolo movimento di merci ma fu sempre fermata per i treni con un movimento pendolare di coltivatori ed operai. La stazione ha perduto ogni importanza a partire dagli anni settanta e i treni non vi hanno più fatto fermata se non per esigenze di servizio.

## Strutture ed impianti
La stazione di consiste di un fabbricato ad un livello, posto ad ovest del fascio binari; adiacente vi è un'appendice ad un livello per servizi e un magazzino merci. Tutti i fabbricati sono chiusi in seguito alla modifica delle funzioni dell'impianto.
Il fascio binari comprende il primo binario, di transito ed era presente un secondo binario sul quale era possibile fare servizio viaggiatori mediante uno stretto marciapiedi; il tronchino a servizio del piano caricatore e del magazzino merci è posto a sud-ovest. La stazione non ha pensilina né sottopassaggio. 
A partire dal 1981 la stazione ha ricevuto un Apparato centrale elettrico a itinerari per il comando degli scambi e degli enti di stazione in seguito all'attivazione del Comando Centralizzato del Traffico con sede prima a Caltagirone e in seguito nella sala CCC di Palermo. Il 15 dicembre del 2013 è stato soppresso il II binario con contestuale trasformazione dell'impianto in posto di blocco intermedio, utile al solo distanziamento ma non più come sede di incrocio..